# Mooreonuphis pallidula
Mooreonuphis pallidula är en ringmaskart som först beskrevs av Hartman 1965.  Mooreonuphis pallidula ingår i släktet Mooreonuphis och familjen Onuphidae.
Artens utbredningsområde är Mexikanska golfen. Inga underarter finns listade i Catalogue of Life.